# Номерні знаки Камеруну

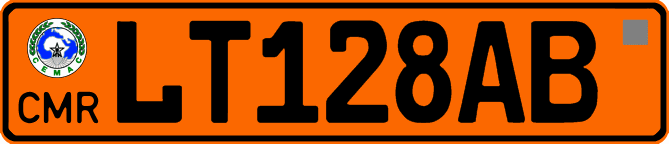
Регулярний номер

КодКамеруну для міжнародного руху ТЗ — (САМ). З 2005 року на номерних знаках використовується сполучення CMR.

## Регулярні номерні знаки
Чинну схему регулярних номерних знаків Камеруну запроваджено в 1985 році. Вона має формати АБ1234В або АБ123ВГ, де АБ — код регіону, 1234 — номер, ВГ — серія. Регулярні пластини мають помаранчеве тло з чорними знаками. З 2005 року для відображення основних символів використовується німецький шрифт FE, в лівому боці пластини розташовано емблему Центральноафриканського економічно-валютного співтовариства (СЕМАС) та код CMR.

### Регіональне кодування
Чинний розподіл комбінацій для здійснення регіонального кодування запроваджено в 1985 році. В Камеруні налічується 10 регіонів.
- AD — Адамава
- CE — Центр
- EN — Крайня Північ
- ES — Схід
- LT — Літораль
- NO — Північ
- NW — Північий Захід
- OU — Захід
- SU — Південь
- SW — Південний Захід

## Інші формати

### Індивідуальні номерні знаки
В Камеруні є можливість використання номерних знаків, виготовлених на індивідуальне замовлення, що містять інформацію за бажанням власника ТЗ. Такі номерні знаки мають формат 1ХХХХХАБ2, де 1 — номер-префікс, ХХХХХ — індивідуальна комбінація, АБ — код регіону, 2 — номер-суфікс. Пластини мають помаранчеве тло з чорними знаками, в лівому боці пластини розташовано емблему Центральноафриканського економічно-валютного співтовариства (СЕМАС) та код CMR.

### Вантажний транспорт
Для вантажних автомобілів використовується формати АБ1234ВГ або АБВГ1234Д, де АБ — код регіону, ВГ — покажчик типу ТЗ, 1234 — номер, Д — серія.
Пластини мають помаранчеве тло з чорними знаками, в лівому боці пластини розташовано емблему Центральноафриканського економічно-валютного співтовариства (СЕМАС) та код CMR. Покажчики типу мають наступні значення:
- RE — причепи
- SE — самохідна будівельна техніка та сільськогосподарські трактори
- SR — напівпричепи
- TR — дорожні тягачі

### Державний транспорт
Державні ТЗ мають номерні знаки формату АБ1234В, де АБ — покажчик (AN — Асамблея Національна, СА — Корпус Адміністративний), 1234 — номер, Б — серія. Пластини мають біле тло та чорні символи, в лівому боці пластини розташовано емблему Центральноафриканського економічно-валютного співтовариства (СЕМАС) та код CMR.

### Поштова служба
Номерні знаки поштової служби мають формат РТ1234 56, де РТ — Пошта і Телекомунікації, 1234 — номер, 56 — серія. Пластини мають чорні символи на білому тлі.
| РТ1234 56 |

### Військовий транспорт
Номерні знаки військових формувань мають формат 1234567, жовте тло та чорні символи. В лівому боці пластини нанесено логотип формування. Перша цифра, за французьким звичаєм, означає вид військового формування.
- 2 — Військова поліція
- 3 — Армія
- 4 — Військово-повітряні сили

### Поліція
З 1985 року поліцейські ТЗ мають номерні знаки формату SN1234, де SN — покажчик «безпека національна», 1234 — порядковий номер. Пластини мають білі символи на червоному тлі.
| SN 1234 |

### Дипломатичні номерні знаки

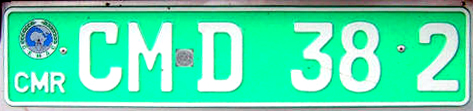
Дипломатичний номер

Дипломатичні номерні знаки мають кодування за приналежністю до країни або організації. Для місій країн використовуються коди в інтервалі 2-99, для міжнародних організацій — коди в інтервалі 102–199.

#### Вищі посадові особи дипломатичних місій
Номерні знаки вищих посадових осіб дипломатичних місій мають білі символи на зеленому тлі та формати АБВ 1 2, АБВ 12 3, АБВ 123 4, де АБВ — покажчик посади (CMD — голова дипломатичної місії, СРС — голова консульської пошти), наступна група цифр означає код країни або міжнародної організації (1-3 цифри), остання цифра — порядковий номер. В лівому боці пластини розташовано емблему Центральноафриканського економічно-валютного співтовариства (СЕМАС) та код CMR.

#### Інші дипломати та консульський склад
Номерні знаки інших дипломатів та консульського складу мають білі символи на зеленому тлі та формати АБ 1 23, АБ 12 34, АБ 123 45, де АБ — покажчик типу персоналу (CD — дипломатичний персонал, СС — консульський персонал), наступна група цифр означає код країни або міжнародної організації (1-3 цифри), останні дві цифри — порядковий номер. В лівому боці пластини розташовано емблему Центральноафриканського економічно-валютного співтовариства (СЕМАС) та код CMR.

#### Адміністративний персонал дипломатичних та консульських місій
Номерні знаки адміністративного персоналу мають білі символи на блакитному тлі та формати РА 1 23, РА 12 34, РА 123 4, де РА — покажчик «персоналу адміністративного», наступна група цифр означає код країни або міжнародної організації (1-3 цифри), останні цифри — порядковий номер. В лівому боці пластини розташовано емблему Центральноафриканського економічно-валютного співтовариства (СЕМАС) та код CMR.

#### Тимчасовий імпорт
Номерні знаки для співробітників іноземних неурядових організацій мають чорні символи на помаранчевому тлі та формат ІТ 12345, де ІТ — покажчик «імпорту тимчасового», 12345 — порядковий номер. В лівому боці пластини розташовано емблему Центральноафриканського економічно-валютного співтовариства (СЕМАС) та код CMR.